# ウェズレイ・ダヴィド・デ・オリヴェイラ・アンドラーデ
ウェズレイ・ダヴィド・デ・オリヴェイラ・アンドラーデ（ポルトガル語: Wesley David de Oliveira Andrade、2000年3月13日 - ）は、ブラジル・バイーア州出身のサッカー選手。クルゼイロEC所属。ポジションはディフェンダー。

## 経歴
CRフラメンゴ下部組織出身で、2019年3月にフラメンゴとの契約延長を拒否した後、2019年8月31日にフリーでエラス・ヴェローナへ移籍した。なお、本人がインスタグラムでユヴェントスへの移籍を投稿してしまったため、EU外選手獲得枠の関係で一旦エラス・ヴェローナへ移籍することが明らかになってしまった。
2022年8月8日、クルゼイロECへの完全移籍が発表された。

## タイトル
U-23ユヴェントスFC
- コッパ・イタリア・セリエC  : 2019-20